# John A. Wilson
John Albert Wilson (12 de setembro de 1899 – 30 de agosto de 1976) foi um egiptólogo estadunidense, ocupante da Andrew MacLeish Distinguished Service Professor, na Universidade de Chicago.

## Vida
Depois de se formar na Universidade de Princeton em 1920, ele ensinou inglês na American University em Beirute. Lá ele conheceu o professor Harold H. Nelson, que o apresentou aos hieróglifos e, em 1923, ao famoso egiptólogo James Henry Breasted. Ele foi oferecido por Breasted uma bolsa no Instituto Oriental, onde obteve seu doutorado em 1926.
Ele foi enviado a Luxor por Breasted como epigrafista e depois de estudos adicionais em Munique e Berlim, ele retornou a Chicago e foi nomeado professor associado de egiptologia na Universidade de Chicago em 1931. Ele sucedeu Breasted como diretor do Instituto Oriental quando ele morreu em 1936.  Ele continuou como Diretor até 1946, após liderar o Instituto durante um período financeiro difícil. Ele foi homenageado ao ser nomeado Professor de Serviço Distinto em 1953.
Com a construção da Barragem de Assuã, ele foi nomeado representante americano e, eventualmente, tornou-se presidente do Comitê Consultivo da UNESCO para a Salvação dos Monumentos Núbios.
Teve muitas honras conferidas a ele por várias universidades e sociedades, incluindo: D. Lii. por Princeton (1961), DHL pela Loyola Universidade de Chicago, eleito membro correspondente da Sociedade Arqueológica Alemã (1954), Fellow da Academia de Artes e Ciências dos Estados Unidos (1968) e membro correspondente do Institut d'Egypte (1969). Por meio de um benfeitor, a cátedra John A. Wilson de Estudos Orientais foi inaugurada em 1968. Em seu septuagésimo aniversário, ex-alunos e colegas presentearam-no com um livro Studies in Honor of John A. Wilson (1969). Em 1963, ele apareceu no game show To Tell the Truth. Grande parte do questionamento se concentrou nos planos para preservar os templos de Abu Simbel das enchentes que ocorreriam com a conclusão da represa de Assuã. De acordo com o apresentador Bud Collyer, Wilson doou seus ganhos (US$ 250) ao Comitê Americano para Preservação dos Monumentos Núbios.

## Publicações
- Medinet Habu 1928-29, The Language of the Historical Texts Commemorating Ramses III. Chicago: The University of Chicago Press, 1930 Disponível online
- Biographical Memoir of James Henry Breasted 1865-1935 (1936)
- Historical Records of Ramses III: The Texts in Medinet Habu Volumes 1 and 2. Translated With Explanatory Notes, com William F. Edgerton. Chicago: The University of Chicago Press, 1936 Disponível online
- The Intellectual Adventure of Ancient Man, contribuidor, (1946) Informações online
- Ancient Near Eastern Texts Relating to the Old Testament, contribuidor, (1950)
- The Culture of Ancient Egypt (Originalmente publicado em 1951 como The Burden of Egypt) Informações online
- Signs and Wonders Upon Pharaoh: A History of American Egyptology (1964) Disponível online
- Thousands of Years: An Archaeologist's Search for Ancient Egypt (1972)